# Dirk Ballendorf
Dirk Anthony Ballendorf (22 avril 1939 - 4 février 2013) est un historien et professeur américain dont le domaine d'expertise est la Micronésie. Ballendorf, spécialiste de la culture, de la politique, de l'actualité et de l'histoire micronésienne, a écrit plus de deux cents articles et onze livres au cours de sa carrière,. Il a enseigné au Département d'études micronésiennes de l'Université de Guam pendant plus de trente ans.
Ballendorf est né le 22 avril 1939 à Philadelphie, en Pennsylvanie,. Il obtient un baccalauréat au West Chester State College, actuellement West Chester University. Ballenforf rejoint le Corps de la paix après l'université et fréquente l'Université Ateneo de Manila tout en servant aux Philippines. Il obtient ensuite une maîtrise en histoire de l'Université Howard à Washington DC, et un doctorat en planification et administration de l'Université Harvard dans le Massachusetts.
En 1977, Ballendorf devient le président du College of Micronesia-FSM à Pohnpei dans les États fédérés actuels de Micronésie. Il le reste jusqu'en 1979, date à laquelle il rejoint la faculté de l'Université de Guam en tant que directeur du Micronesian Area Research Center, dans un premier temps entre 1979 à 1984 puis à nouveau de 2004 à 2007.
Ballendorf est l'auteur de onze livres et de plus de deux cents articles sur l'histoire de la Micronésie. L'une de ses œuvres les plus connues est The Secret Guam Study, un livre qui documente le statut politique de Guam,. Il est coécrit avec l'avocat Howard P. Willens, ancien conseiller juridique de la Commission du statut politique des Mariannes à partir de 1972 jusqu'à l'achèvement des négociations qui ont créé les îles Mariannes du Nord en 1978. Pour obtenir les documents classifiés nécessaires au livre, Ballendorf a déposé des demandes en vertu de la loi sur la liberté d'information en novembre 2000,. Lorsque les demandes ont été rejetées, Ballendorf et Willens ont intenté une action contre le département d'État américain, le département américain de l'intérieur et le département américain de la défense, qui ont tous rapidement fourni les documents demandés,,. Ballendorf et Willens ont utilisé les documents pour écrire leur livre, qui a été publié en 2004.
Ballendorf meurt dans son sommeil le matin du 4 février 2013, à l'âge de 74 ans. Il était marié à Francesca "Paka" Remengesau, originaire de Palau, avait une fille, Heidi, et un fils, Hans.